# Wayne Helliwell, Jr.
Wayne Helliwell, Jr. est un pilote automobile de stock-car né le 5 avril 1977 à Pelham, New Hampshire, aux États-Unis.
Fils d'un pilote de stock car, il débute en 1991 à l'âge de 14 ans à la piste Hudson International Speedway dans le New Hampshire. En 1993, il est champion de la catégorie Street Stock à la piste Lee USA Speedway, toujours au New Hampshire. Durant les années 1990 et 2000, il remporte de nombreux championnats locaux en plus de prendre part sporadiquement à des épreuves de la série PASS North. À partir de 2008, il fait des apparitions dans la série ACT Tour qu'il joint sur une base régulière en 2011, terminant deuxième au championnat. Dès la saison suivante, en 2012, il est sacré champion de la série, remportant au passage ses quatre premières victoires en ACT. Il est de nouveau champion en 2013 et en 2015. À la conclusion de la saison 2014, sa fiche en ACT Tour est de sept victoires, 27 top 5 et 41 top 10 en 48 départs.
En plus de ses activités en ACT, il est sacré champion local de la NASCAR Whelen All-American Series à Lee USA Speedway en 2010 et 2011 et à Canaan Fair Speedway en 2012. Il compte deux victoires en six départs en Granite State Pro Stock Series. Il a aussi cumulé cinq top 10 en 13 départs en série PASS North.
Vainqueur de la course ACT Invitational at New Hampshire Motor Speedway en 2014.